# Arroyo Grande (prawy dopływ Río Negro)
Arroyo Grande – potok w Urugwaju w Ameryce Południowej. Prawy dopływ Rio Negro.
Źródła rzeki znajdują się w paśmie Cuchilla de Haedo na pograniczu departamentów: Paysandú i Río Negro. Płynie na południowy wschód, przepływając przez Paso de los Melizos i pod drogą krajową Ruta 3. Uchodzi do Rio Negro w pobliżu ujścia innej rzeki: Arroyo Don Esteban Grande.